# Станка Цонкова
Станка Цонкова – Уша е български фотограф-художник.

## Биография
Родена е на 26 август 1952 г. в София.
Работи в Студията за игрални филми „Бояна“ (1974-1979, 1984) и в Българската академия на науките (1985-1988). Ръководител е на фотоклуба към Софийския университет (1988-1989). Фотограф е на Театър „София“ (1991) и на Градския театър „Сълза и смях“ (1998).

## Самостоятелни изложби[1]
- 1979 – Дом на киното, София
- 1986 – Клуб на фотодейците, Пловдив
- 1987 – Клуб на фотодейците, Ямбол
- 1987 – Зимна академия „Аполония“, Созопол
- 1987 – Галерия „Патаки“, Будапеща, Унгария
- 1988 – Пфорцхайм, Германия
- 1989 – Ла Рошел, Франция
- 1993 – Изложба и уъркшоп – Берлин, Германия
- 1994 – Национален дворец на културата, София
- 1995 – Месец на фотографията – Братислава, Словакия
- 1996 – Галерия „Макта“ – София
- 1998 – Изложба и уъркшоп Карнавал на културите, Берлин
- 1998 – Седмица на фотографията – Пловдив
- 1998 – Галерия „Кеш“ и театър „Сълза и смях“ – инсталации – София
- 1999 – КЕВА на НАТФИЗ, София

## Отличия и награди[1]
- 1983 – Втора награда на Биенале на фотографията – София
- 1985 – Награда на „Децата на България“
- 1985 – Първа награда на „Фотоваканция“ – къмпинг „Оазис“
- 1986 – 1989 – Гран при в Салон за нови творчески търсения – Роаян, Франция
- 1990 – Салон „Изкуството на деня“ – Будапеща, Унгария

## Филмография
Като актриса
- Смъртта може да почака (1985)